# Перепёлкина, Мария Николаевна
Мари́я Никола́евна Перепёлкина (до 2008 — Дускря́дченко; 9 марта 1984 года, Алма-Ата, Казахская ССР) — российская волейболистка, центральная блокирующая, игрок сборной России, заслуженный мастер спорта. Чемпионка мира 2010 года.

## Биография
Мария Дускрядченко родилась в Алма-Ате. Волейболом начала заниматься в 1997 году в алма-атинском интернате для одарённых в спорте детей. В Казахстане играла за юниорскую сборную страны и за команду «Жетысу» (Талдыкорган). В 2004 году переехала в Россию и до 2006 выступала за белгородский «Университет». В 2006 году перешла в команду «Уралочка»-НТМК (Екатеринбург), в которой провела три сезона, дважды став бронзовым призёром чемпионатов России, а также финалисткой Кубка ЕКВ 2009.
С 2009 — игрок московского «Динамо», в составе которого выиграла два Кубка России и 5 раз серебряные медали российских первенств.
В 2015—2016 выступала за «Ленинградку» (Санкт-Петербург), в 2016—2019 являлась игроком и капитаном краснодарского «Динамо», а в 2019 вернулась в «Ленинградку».
В конце 2009 года была окончательно утверждена смена Марией Перепёлкиной «волейбольного гражданства» с казахстанского на российское. После этого главный тренер сборной России Владимир Кузюткин включил спортсменку в состав сборной. Дебют волейболистки в главной команде страны состоялся 9 июня 2010 года на международном турнире «Волей Мастерс» в Монтрё (Швейцария) в матче против сборной Японии.
В июле 2010 года Мария Перепёлкина в составе сборной России стала победителем Кубка Ельцина, в сентябре — серебряным призёром европейской квалификации Гран-при 2011, а в ноябре — чемпионкой мира.

### Клубная карьера
- …—2004 —  «Жетысу» (Талдыкорган);
- 2004—2006 —  «Университет»/«Университет-Белогорье» (Белгород);
- 2006—2009 —  «Уралочка-НТМК» (Свердловская область);
- 2009—2015 —  «Динамо» (Москва);
- 2015—2016 —  «Ленинградка» (Санкт-Петербург);
- 2016—2019 —  «Динамо» (Краснодар);
- 2019—2020 —  «Ленинградка» (Санкт-Петербург);
- 2020—2022 —  «Динамо» (Краснодар).

## Достижения

### Со сборной России
- чемпионка мира 2010 года.
- участница Олимпийских игр 2012.
- участница Гран-при 2011.
- участница чемпионата Европы 2011.

### С клубами
- 5-кратный серебряный призёр чемпионатов России — 2010, 2011, 2012, 2013, 2015 («Динамо» Москва);
  - двукратный бронзовый призёр чемпионатов России — 2008, 2009 («Уралочка-НТМК»).
- двукратный победитель розыгрышей Кубка России — 2009, 2011 («Динамо» Москва);
  - серебряный призёр Кубка России 2012 («Динамо» Москва);
  - бронзовый призёр Кубка России 2020(«Динамо» Краснодар).
- серебряный призёр чемпионата Казахстана 2004.
- серебряный призёр розыгрыша Кубка Европейской конфедерации волейбола (ЕКВ) 2009.

## Семья
- Муж (с 6 июня 2008 года) — Александр Перепёлкин (с 2022 — главный тренер ВК «Енисей» Красноярск)[2].
- Дочь — Анастасия (2014 г.р.).